# Río Ilimpeya
El río Ilimpeya (en ruso: Илимпея) es un río asiático del norte de Siberia, un afluente del río Tunguska Inferior,  a su vez afluente del curso inferior del río Yeniséi. Su longitud total es 611 km y su cuenca drena una superficie de 17.400 km² (un poco menor que Kuwait).
Administrativamente, el río discurre por el krai de Krasnoyarsk de la Federación de Rusia.

## Geografía
El río Ilimpeya nace en la parte central de la gran meseta Central de Siberia, en la sección llamada meseta Tunguska central. El río discurre por una región montañosa, primero en dirección sur, para luego describir una amplia curva y encaminarse hacia el norte, pasando cerca de Tunor. El río desemboca por la margen izquierda en el curso medio del río Tunguska Inferior, en Ust-Ilimpeya, un poco después de la localidad de Yukta.
El río corre a través de una región remota montañosa poco habitada, con un clima muy severo, de modo que en su curso no encuentra ningún centro urbano de importancia y solamente pequeños asentamientos que se construyen sobre el suelo de permafrost. No hay vegetación, excepto musgos, líquenes y algunas hierbas.
Al igual que todos los ríos siberianos, sufre largos períodos de heladas (seis/siete meses al año, desde finales de octubre a mayo) y amplias extensiones de suelo permanecen permanentemente congeladas en profundidad. Al llegar la época estival, como se deshielan primero las zonas más al sur, el río inunda amplias zonas bajas próximas a sus riberas y sube bastante su nivel.